# Portunhos
Portunhos é uma povoação portuguesa do Município de Cantanhede, no Distrito de Coimbra, que foi sede da extinta Freguesia de Portunhos, freguesia que tinha 15,38 km² de área e 1 187 habitantes (2011), e, por isso, uma densidade populacional de 77,2 hab/km².
A Freguesia de Portunhos foi extinta em 2013, no âmbito de uma reforma administrativa nacional, tendo sido agregada à freguesia de Outil, para formar uma nova freguesia, denominada União das Freguesias de Portunhos e Outil, da qual é a sede.
A antiga freguesia de São Julião de Portunhos pertenceu ao concelho de Ançã, até à sua extinção, em 31 de Dezembro de 1853. 

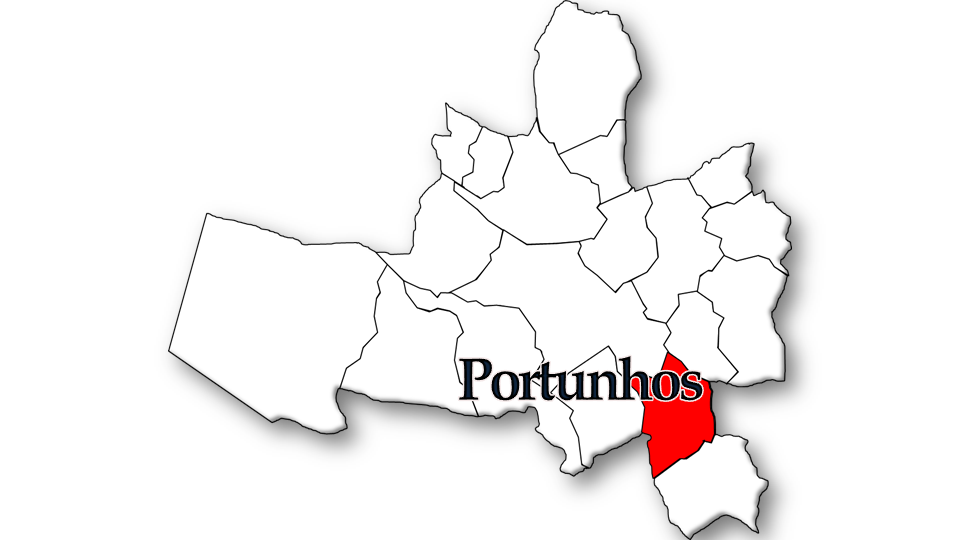
Localização no Município de Cantanhede

## População
| População da freguesia de Portunhos | População da freguesia de Portunhos | População da freguesia de Portunhos | População da freguesia de Portunhos | População da freguesia de Portunhos | População da freguesia de Portunhos | População da freguesia de Portunhos | População da freguesia de Portunhos | População da freguesia de Portunhos | População da freguesia de Portunhos | População da freguesia de Portunhos | População da freguesia de Portunhos | População da freguesia de Portunhos | População da freguesia de Portunhos | População da freguesia de Portunhos |
| ----------------------------------- | ----------------------------------- | ----------------------------------- | ----------------------------------- | ----------------------------------- | ----------------------------------- | ----------------------------------- | ----------------------------------- | ----------------------------------- | ----------------------------------- | ----------------------------------- | ----------------------------------- | ----------------------------------- | ----------------------------------- | ----------------------------------- |
| 1864                                | 1878                                | 1890                                | 1900                                | 1911                                | 1920                                | 1930                                | 1940                                | 1950                                | 1960                                | 1970                                | 1981                                | 1991                                | 2001                                | 2011                                |
| 807                                 | 928                                 | 920                                 | 898                                 | 916                                 | 820                                 | 955                                 | 1 061                               | 1 068                               | 1 219                               | 1 063                               | 1 178                               | 1 194                               | 1 228                               | 1 187                               |

## Património
- Capela do cemitério, de São João Baptista, de Saõ Pedro e de São Francisco
- Cruzeiro (no lugar de Pena)
- Casa do Capitão-Mor e casa setecentista (à esquerda da igreja)
- Portal setecentista (em Portunhos)
- Vestígios arqueológicos romanos
- Exploração tradicional de pedreiras de calcário
- Matas da Fundação Ferreira Freire
- Antigos fornos de cal
- Nascente do Olho da Gruta